# Rob Scahill
Robert Joseph Scahill (né le 15 février 1987 à DuPage, Illinois, États-Unis) est un lanceur de relève droitier des Brewers de Milwaukee de la Ligue majeure de baseball.

## Carrière

### Rockies du Colorado
Joueur des Braves de l'université Bradley à Peoria, Rob Scahill est repêché au 48e tour de sélection en 2008 par les Yankees de New York. Il ne signe pas avec le club et poursuit sa carrière universitaire, pour ensuite être choisi en 8e ronde du repêchage de 2009 par les Rockies du Colorado. Le lanceur droitier fait ses débuts dans le baseball majeur avec les Rockies le 11 septembre 2012.
Il effectue 41 apparitions comme lanceur de relève pour les Rockies de 2012 à 2014 et maintient une moyenne de points mérités de 4,42 en 57 manches lancées, avec deux victoires.

### Pirates de Pittsburgh
Le 11 novembre 2014, Colorado échange Scahill aux Pirates de Pittsburgh pour le lanceur droitier des ligues mineures Shane Carle.

### Brewers de Milwaukee
Scahill est réclamé au ballottage par les Brewers de Milwaukee le 12 juillet 2016.